# Xodó da Nega
O AC Xodó da Nega é uma escola de samba da cidade de Belém do Pará, no estado brasileiro do Pará. Foi fundado no bairro da Cremação a partir de uma malhação de Judas.
A escola é oriunda de um evento tradicional no bairro da Cremação, conhecida como Malhação de Judas. A denominação Xodó da Nega foi sugerida por um dos membros da associação de malhadores de judas do bairro.

## História
Em 2004 o bloco se tornou uma escola de samba e entrou para o terceiro grupo, conquistando o título de campeã logo na primeira disputa. No ano seguinte, subiu para o segundo grupo e também ganhou a disputa. Chegou ao grupo especial em 2006 e ficou em 7° lugar sendo rebaixada.
Em 2007, o Carnaval de Belém teve um Grupo Único com 14 escolas, onde as 7 primeiras continuariam no grupo especial e as 7 últimas cairiam para o Grupo de acesso; o Xodó ficou em 11°lugar e caiu. Em 2011, desfilou com o enredo "A Praça é nossa", que homenageava a Praça da República, sendo campeã do Grupo 2 e obtendo novamente a ascensão.
Em 2012 desfilou com o enredo "Todo mundo nasce nu, mas de roupa é mais bonito" na 7° colocação do grupo especial, e foi rebaixado novamente para o Grupo de Acesso. Em 2013 o Xodó não fez um bom carnaval e ficou na 6°Colocação do Grupo de Acesso. No ano de 2014, quando completou 25 anos de fundação, a agremiação foi campeã, retornando em 2015 ao grupo principal do Carnaval de Belém.

## Segmentos/Cargos

### Presidentes
| Período   | Presidente         | Vice-Presidente     |
| --------- | ------------------ | ------------------- |
| 2017-2019 | Luciano Moura      | Ana Maria Ribeiro   |
| 2019-2021 | Alberto Cantanhede | Rogerio Sena Junior |

### Diretores
| Ano  | Diretor de Carnaval  | Diretor de Harmonia                | Mestre de bateria |
| ---- | -------------------- | ---------------------------------- | ----------------- |
| 2019 | Comissão de Carnaval | Cravo                              | Patrick           |
| 2020 | Aldo Amoras          | Cravo, Jorge Daniel e Rodrigo Sena | Patrick           |

### Casal de Mestre-sala e Porta-bandeira
| Ano  | Nome                               |
| ---- | ---------------------------------- |
| 2016 | Kayo Marfledy e Nadja Graciosidade |
| 2017 | Não houve carnaval                 |
| 2018 | Kayo Marfledy e Nadja Graciosidade |
| 2019 | Kayo Marfledy e Nadja Graciosidade |
| 2020 | Kayo Marfledy e Nadja Graciosidade |

### Corte de bateria
| Período | Rainha           | Madrinha          |
| ------- | ---------------- | ----------------- |
| 2019    | Marcela Monteiro | Dyellen Elizabeth |
| 2020    |                  | Silvia Branche    |

## Carnavais
| Ano  | Colocação           | Grupo       | Enredo | Carnavalesco                              | Intérprete                                                   | Ref.                    |
| ---- | ------------------- | ----------- | --- | ----------------------------------------- | ------------------------------------------------------------ | ----------------------- |
| 2003 | Campeão             | Bloco A     | A arte que encena a alma ao povo se deu em Ópera                                                                                 | Marco Antonio Alcantara                   |                                                              |                         |
| 2004 | Campeão             | Grupo 3     | Brasil de muitas raças, ritmos e tradições populares                                                                             | Marco Antonio Alcantara                   |                                                              |                         |
| 2005 | Campeão             | Acesso      | Uma viagem encantada num sonho infantil                                                                                          | Marco Antonio Alcantara                   |                                                              |                         |
| 2006 | 7°lugar             | Especial    | | Marco Antonio Alcantara                   |                                                              |                         |
| 2007 | 11°lugar            | Grupo Único | Auto do Círio no drama, na fé e no carnaval                                                                                      | Marco Antonio Alcantara                   |                                                              |                         |
| 2008 | 4°lugar             | Acesso      | Do bonde a malhação, eis aqui a Cremação                                                                                         | Marco Antonio Alcantara                   |                                                              |                         |
| 2009 | Vice-campeão        | Acesso      | Xodó da Nega em festa profana, exalta São João das crenças, lendas e adivinhações                                                | Marco Antonio Alcantara                   |                                                              |                         |
| 2010 | Vice-campeão        | Acesso      | Abram alas que o circo chegou!                                                                                                   | Marco Antonio Alcantara                   |                                                              |                         |
| 2011 | Campeão             | Acesso      | A Praça é nossa! | Marco Antonio Alcantara                   |                                                              | [ 2 ] [ 3 ] [ 4 ]       |
| 2012 | 7º lugar            | Especial    | Todo mundo nasce nu, mas de roupa é mais bonito                                                                                  | Marco Antonio Alcantara                   | Arley do Império, Lúcio do Skema, Casca e Marquinho Mocidade | [ 5 ] [ 6 ] [ 7 ] [ 8 ] |
| 2013 | 6°lugar             | Acesso      | Então é Natal | Marco Antonio Alcantara                   |                                                              |                         |
| 2014 | Campeão             | Acesso      | Pompas e Glórias, 25 anos de história                                                                                            | Marco Antonio Alcantara                   |                                                              |                         |
| 2015 | 6° lugar            | Especial    | Negra África. Negra, a raça da mulher Guerreira                                                                                  | Marco Antonio Alcantara                   | Anderson Mendes                                              |                         |
| 2016 | 5° lugar            | Especial    | Quem vai querer? Temos tecido francês, ervas da floresta e bugiganga do Chinês Compositores:Nazinha do Vasco e Mestre Meia Noite | Marco Antonio Alcântara e Diego Rodrigues | Anderson Mendes                                              | [ 9 ]                   |
| 2017 |                     | Especial    | NÃO HOUVE DESFILE |                                           |                                                              |                         |
| 2018 | 5° lugar            | Especial    | Negro modernista e de Lutas. De batuques, bailados e da poesia social. Bruno de Menezes e do Carnaval!                           | Marco Antonio Alcântara e Diego Rodrigues | Anderson Mendes                                              |                         |
| 2019 | 7° lugar            | Especial    | Oi, dá licença que vamos mostrar a X-9 Paulistana em Belém do Pará!                                                              | Eduardo David                             | Anderson Mendes e Júnior Muniz                               |                         |
| 2020 | 8º lugar            | Especial    | A luta das mulheres muda o mundo pelo direito de ser e amar                                                                      | Marco Antonio Alcântara                   | Luís Oliveira (Carioquinha)                                  |                         |
| 2021 | Não Ocorreu Desfile | Especial    | |                                           |                                                              |                         |
| 2022 | Não Ocorreu Desfile | Especial    | |                                           |                                                              |                         |
| 2023 | 3º lugar            | Especial    | Spe,Sperare,Esperança | Marco Antonio Alcântara                   | Anderson Mendes                                              |                         |
| 2024 | 8º lugar            | Especial    | Nossa Majestade O Carnaval |                                           |                                                              |                         |
| 2025 | 2º lugar            | Acesso 1    | A Serpente no Asfalto Pelas Ruas de Belém                                                                                        |                                           |                                                              |                         |
| 2026 |                     | Especial    | |                                           |                                                              |                         |